# RBB Fernsehen
РББ Фернзеен (RBB Fernsehen) — берлинско-бранденбургская 3-я телепрограмма. Вещание по ней самостоятельно ведётся Радио Берлина и Бранденбурга. Существует с 1 марта 2004 года, заменив на телепрограммы «RBB Берлин» и «РББ Бранденбург».

## Передачи
Включает в себя общий с 1-й телепрограммой вечерний выпуск общегосударственных новостей «Тагесшау», выпуски новостей, региональные тележурналы, художественно-публицистические передачи и повторы передач и фильмов 1-й программы.